# Highland Clearances

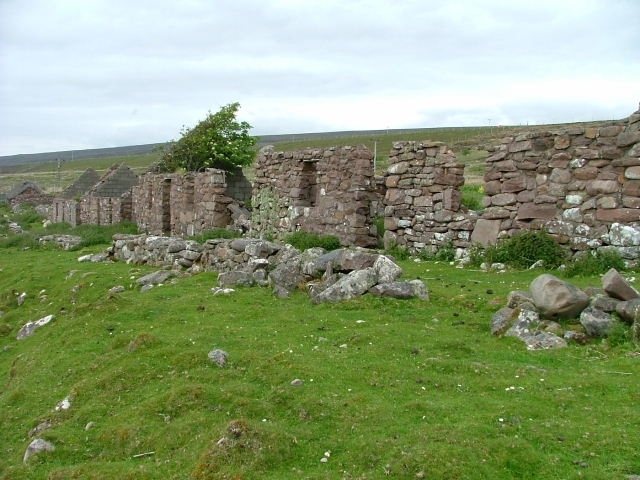
Ruinen eines während der Highland Clearances entvölkerten Dorfes bei Lonbain

Highland Clearances (etwa „Räumung des Hochlandes“, gälisch: Fuadach nan Gàidheal, „Vertreibung der Gälischsprachigen“) bezeichnet die Vertreibung der ansässigen Bevölkerung im schottischen Hochland zugunsten der flächendeckenden Einführung der Schafzucht, beginnend im späten 18. Jahrhundert bis zum Ende des 19. Jahrhunderts. Sie geschah zeitlich parallel zu der in ganz Europa die Industrialisierung begleitenden Landflucht. Im Unterschied zur Landflucht initiierten die Gutsherren die Clearance wie beim feudalen Bauernlegen. Die Landflucht wurde teils mit Gewalt und in relativ kurzer Zeit durchgeführt. Die Gutsherren waren in einer vergleichsweise bequemen rechtlichen Situation, und die Räumungen trafen eine sehr traditionelle Gesellschaft. Zunächst sprach man zumeist von removals, der Begriff clearances setzte sich erst im 19. Jahrhundert durch.

## Die Beteiligten

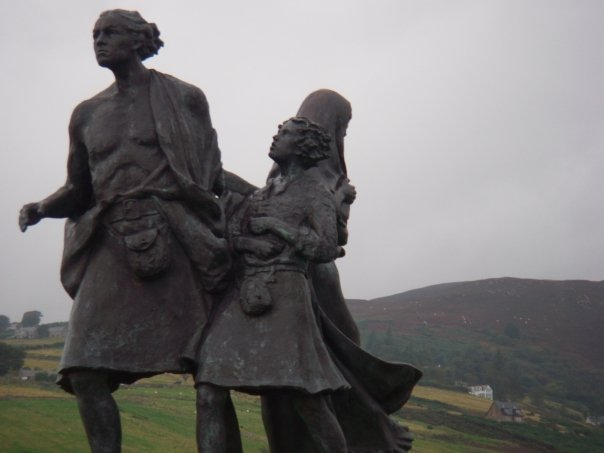
Das Monument Emigrants des Künstlers Gerald Laing in Helmsdale erinnert an das Schicksal der Emigranten und Vertriebenen aus den Highlands

Zugezogene englische, aber auch alteingesessene schottische Gutsherren aus den Lowlands beauftragten die Räumung durch ihre Verwalter (englisch bailiff). Vertrieben wurden einheimische, landlose Kleinbauern und Pächter (crofter), die häufig seit Generationen dort gelebt hatten. Oft wurden ganze Dorfgemeinschaften aufgelöst und ihre Hütten zerstört. Teilweise wurden die Vertriebenen mit Gewalt auf Auswandererschiffe gebracht und nach Nordamerika oder Australien verschifft. Das Land fiel anschließend an wenige Schafzüchter aus dem schottischen Flachland oder aus England. Die Schafzucht wird noch heute teilweise als die „Geißel Schottlands“ bezeichnet.
Die Highland Clearances endeten mit dem Crofters’ Holdings (Scotland) Act 1886.

## Das Jahr der Schafe(Bliadhna nan Caorach)
Eine Welle der Massenauswanderung gab es im Jahr 1792, den gälischsprachigen Hochländern auch bekannt als Bliadhna nan Caorach (Das Jahr der Schafe). Gutsherren (englisch landlords) hatten Ländereien räumen lassen, um dort Schafzucht zu ermöglichen. 1792 trieben landlose Kleinpächter aus Strathrusdale rund 6000 Schafe aus Protest von diesen Ländereien um Ardross. Diese Aktion wird gewöhnlich als der „Ross-shire Schaf-Aufstand“ (Ross-shire Sheep Riot) bezeichnet, mit dem sich auch die höheren Regierungsstellen beschäftigten. Staatssekretär Henry Dundas ließ darauf Militär wie die Black Watch einsetzen. Es verhinderte weitere Aktionen und sorgte dafür, dass die Rädelsführer verurteilt wurden. Allerdings gelang diesen später die Flucht aus der Haft und sie verschwanden spurlos.
Die vertriebenen Kleinbauern wurden entweder auf minderwertiges Land umgesiedelt oder ihnen wurden kleinere Bauernhöfe an der Küste zugewiesen, wo der Landbau die wachsende Bevölkerung allerdings nicht ernähren konnte. Von den Menschen wurde erwartet, dass sie sich dem Fischfang als neuer Erwerbsquelle zuwenden sollten. Im Dorf Badbea in Caithness waren die Wetterbedingungen dafür aber so erbärmlich, dass die Frauen während der Arbeit gezwungen waren, ihre Kinder und das Vieh an Felsen oder Pflöcke zu binden, damit sie nicht über die Klippen geweht wurden. Andere Kleinbauern wurden direkt auf Auswandererschiffe verladen, die nach Amerika oder Australien segelten.

## Eine Chronologie der Räumungen

### 18. Jahrhundert
Ein hervorragender Überblick über das Schicksal der Hochlandbevölkerung seit 1745, entnommen aus „Highland Resistance“ von Iain Fraser Grigor.
1739 – MacDonald of Sleat und Macleod of Dunvegan verkaufen ausgewählte Clanmitglieder als Vertragsknechte an Landbesitzer in den Carolinas.
1746 (April) – Nach der Schlacht von Culloden werden überlebende Highlander als Sklaven in die Karibik geschickt.
1747 – Das Gesetz zur Ächtung verbietet das Tragen von Tartan, den Unterricht in Gälisch, das Recht der Highlander, sich zu „versammeln“ und das Spielen von Dudelsäcken in Schottland.
1747 – Die Ländereien der Häuptlinge, die sich für die Jakobiten eingesetzt hatten, wurden eingezogen und in die Hände von Lowland-Faktoren gelegt, die damit beauftragt wurden, sie „profitabel“ zu machen. Das Gesetz zur Abschaffung erblicher Gerichtsbarkeiten beendete die richterliche Gewalt der verbleibenden Highland-Häuptlinge und verstärkte damit den Trend, dass die Häuptlinge zu bloßen Landbesitzern wurden. Viele Highland-Landbesitzer und Clan-Häuptlinge ließen sich dauerhaft in Edinburgh oder London nieder. Die Häuptlinge wurden immer abwesender und interessierten sich mehr für die Einkünfte ihrer Ländereien als für die Interessen der Menschen, die auf ihnen lebten.
1762 – Sir John Lockhart-Ross kaufte das Anwesen Balnagowan mit der konkreten Absicht, im großen Stil Cheviot-Schafe zu züchten. Er erhöhte die Mieten der Pächter, die nicht vertrieben worden waren, errichtete Zäune und brachte Tiefland-Schafhirten. Anschließend gab es in Strathoykel Berichte über eine „Gruppe“ kürzlich vertriebener Leute, die „Schafe und Lämmer“ des neuen Pächters „stahlen und töteten“. Dessen Schafhirten „sich in einer sehr unangenehmen Lage inmitten einer Rasse von Menschen wiederfanden, die sie als Eindringlinge betrachteten, deren Sprache sie nicht verstanden und die jeden Versuch nutzten, sie abzuschrecken und ihnen das Leben schwer zu machen“.
1782 – Zwei angehende Schafzüchter kommen in Letterfinlay an, um die Ländereien von George Cameron zu pachten. Am 28. Mai überfielen die Einheimischen unter Führung von „Dark John“ MacInnes die beiden, schlugen sie brutal und zwangen sie, in den Schutz der Garnison in Fort William zu fliehen.
1782 – Thomas Gillespie und Henry Gibson pachten eine Schafweide am Loch Quoich und vertreiben über 500 Pächter, von denen die meisten nach Kanada auswandern.
1782 – Die Proskriptionsgesetze werden aufgehoben, aber viele Landbesitzer aus den Highlands, einer Generation, die in London oder Edinburgh geboren und aufgewachsen war, blieben abwesend. Sie hatten sich von ihren früheren Clansleuten distanziert und diese waren nun bloße Pächter auf deren Ländereien.
1780er (Ende) – Donald Cameron von Lochiel beginnt mit der Rodung der Ländereien seiner Familie, die sich von Loch Leven bis Loch Arkaig erstrecken.
1791 – Die Society of the Propagation of Christian Knowledge berichtet, dass in den vergangenen 19 Jahren über 6.400 Menschen aus den Gebieten um Inverness und Ross ausgewandert sind.
1791 – „Große Landstriche werden derzeit entvölkert, um Platz für Schafe zu schaffen“, bemerkt Reverend Kemp nach einem Besuch in den Highlands.
1792 – Sir John Sinclair von Ulbster bringt die ersten Cheviot-Schafe auf seine Ländereien in Caithness. Diese Schafe wurden später als vierfüßige Clansmänner bezeichnet, was die Wut der Pächter darüber zum Ausdruck bringt, dass sie zugunsten von Tieren vertrieben wurden.
1792 (Ende Juli bis Anfang August) – Wütende Pächter treiben alle Cheviots in Ross-shire nach Boath. Das 42. Regiment interveniert und die Schafe werden nach Ross-shire zurückgebracht.

### Erste Hälfte des 19. Jahrhunderts
1800–1813 – Umfangreiche Räumungen in Strathglass, Farr, Lairg, Dornoch, Rogart, Loth, Clyne, Gospie, Assynt und Lower Kildonan.
1801 – Die ersten Räumungen des Strathglass-Gebiets durch William, den 24. Chisholm. Fast 50 % des dort lebenden Clans werden vertrieben.
1801 – Das Auswandererschiff Sarah fährt von Fort William nach Pictou. Nach den damaligen Gesetzen durften nur 489 Sklaven in den Laderäumen des Schiffes befördert werden. Für Auswanderer gelten jedoch keine derartigen Gesetze, und so werden fast 700 Menschen in das Schiff gepfercht, wobei fast 50 Menschen auf der Reise sterben und zahllose andere erkranken.
Ab 1803 – Aufgrund der Französischen Revolutions- und Napoleonischen Kriege stieg der Wert von Seetang sprunghaft an. Jedes Jahr kamen 30 oder 40 Schiffe mit dem verarbeiteten Seetang in London an. Dieser äußerst lukrative Handel führte zu großflächigen Vertreibungen aus den Tälern im Landesinneren und zur Halbsklaverei an der Küste zur Ernte von Seetang. Da die Landbesitzer auf den Hebriden und an den Küsten des West Highland ihre Quelle billiger Arbeitskräfte durch die Auswanderung versiegen sahen, setzten sie sich für den Passenger Act ein, der angeblich die maximale Zahl der Passagiere auf die Bruttotonnage des Schiffes beschränken sollte, in der Praxis jedoch die Zahl der Menschen begrenzte, die sich eine Auswanderung leisten konnten, was viele Pächter in anhaltender Armut gefangen hielt. Nach 1815 brach der Handel zusammen und die Menschen konnten kaum überleben.
1807 (Pfingsten) – Zwangsräumungen bei Farr & Lairg – die ersten großen Räumungen in Sutherlandshire.
1807 (Oktober) – Die Rambler mit 133 Auswanderern aus Thurso an Bord sinkt im Atlantik. Nur drei Passagiere überleben.
1807 (November) – Eine Versammlung der Northern Association of Gentlemen Farmers and Breeders of Sheep beschließt, in den Grafschaften Rossshire, Sutherlandshire und Caithness nach neuen Möglichkeiten zu suchen. Dieser Beschluss führte zu massiven Räumungen in diesen Gebieten.
1808 – Ein Auswandererschiff stach mit einer Ladung Auswanderer aus Farr, Lairg, Creich und Rogart von Leith aus in See. Es sank und alle an Bord kamen ums Leben.
1809 – Chisholm beschließt eine weitere große Rodungsaktion auf seinen Ländereien in Strathglass und bietet interessierten Schafzüchtern Parzellen mit 1.000 bis 6.000 Schafen an.
1811 – Mehr als 50 Schafhirten werden nach Sutherlandshire gebracht und zu Friedensrichtern ernannt – wodurch sie die rechtliche Kontrolle über die einheimischen Pächter erhalten.
1813 – Lord und Lady Stafford, die Landbesitzer von Sutherlandshire, stellen James Loch ein, um die Verwaltung ihrer Ländereien zu überwachen.
1813 – Fast 100 Pächter von Strath Kildonan wandern an Bord der Prince of Wales nach Kanada aus und lassen sich in der Nähe des Winnipegsees nieder.
1813 -- Sir George MacKenzie of Coul schreibt ein Buch, in dem er die Räumungen rechtfertigt. Er führt als Beispiel an: „Die Notwendigkeit, die Bevölkerung zu reduzieren, um wertvolle Verbesserungen einzuführen, und die Vorteile, die es hat, die Bewirtschaftung des Bodens in die Hände einiger weniger zu legen...“
1813 (Frühjahr) -- Lady Stafford schreibt, sie würde gern ihr Anwesen in Sutherlandshire besuchen, aber: „Zurzeit bin ich beunruhigt über eine Art Meuterei, die in einem Teil von Sutherland ausgebrochen ist, weil unsere neuen Pläne es notwendig gemacht haben, einige der Einwohner aus anderen Teilen des Anwesens an die Küste umzusiedeln.“
1813 (Frühjahr) -- Eine Gruppe von Bewohnern von Strath Kildonan marschiert in Richtung Golspie, um ihre Beschwerden gegen die Räumungen vorzubringen. Sie werden von Soldaten und dem Sheriff empfangen, die, unterstützt von örtlichen Pfarrern, die Pächter einschüchtern und sie dazu bringen, in ihre Häuser zurückzukehren und auf ihre Räumungsbescheide zu warten.
1813 (15. Dezember) – Pächter des Strathnaver-Gebiets in Sutherlandshire gehen auf Anweisung von William Young, dem obersten Verwalter von Lord und Lady Stafford, nach Golspie. Den Pächtern wird mitgeteilt, dass sie bis zum nächsten Pfingstsonntag Zeit hätten, ihre Häuser zu verlassen und in die elenden Küstengebiete von Strathy Point umzuziehen.
1814 (April) – Unter der Leitung von Patrick Sellar, einem Verwalter von Lord und Lady Stafford, werden Heide und Weiden rund um Strathnaver niedergebrannt, um Gras für die ankommenden Schafe anzupflanzen, was den Einheimischen jedoch die Weide für ihr Vieh nimmt. Die einheimischen Pächter von Strathnaver machen keine Anstalten, nach Strathy Point oder sonst wohin zu ziehen.
1814 (13. Juni) – Patrick Sellar beginnt, die Häuser in Strathnaver niederzubrennen. Den Bewohnern wird keine Zeit gegeben, ihre Habseligkeiten oder invalide Verwandte wegzubringen, und angeblich sterben zwei Menschen dabei.
1815 – Der stellvertretende Sheriff von Sutherlandshire verhaftet Patrick Sellar wegen vorsätzlicher Brandstiftung … schwerster Grausamkeit, wenn nicht Mord. Wenig überraschend spricht eine Jury aus wohlhabenden Landbesitzern und Kaufleuten Sellar im April von allen Verbrechen frei.
1816. Bald darauf setzt Sellar die Rodungsarbeiten in riesigen Gebieten von Sutherlandshire fort.
1818 – Patrick Sellar zieht sich auf seine Farm in Strathnaver in Sutherlandshire zurück, die ihm Lord und Lady Stafford als Anerkennung für seine Arbeit geschenkt haben.
1819 (Mai) – Eine weitere gewaltsame Räumung der Bewohner von Strathnaver. Donald MacLeod, ein junger Steinmetzlehrling, wird Zeuge: 250 brennende Häuser. Viele der Eigentümer waren meine Verwandten und ich kannte sie alle persönlich; aber in welchem Zustand sie sich derzeit befanden, ob in oder außerhalb der Flammen, konnte ich nicht sagen. Das Feuer dauerte sechs Tage, bis alle Wohnhäuser zu Asche oder rauchenden Ruinen wurden.
1819 (Mai) – Das Gebiet von Kildonan wird geräumt. Donald MacLeod schreibt später: …die gesamten Einwohner der Gemeinde Kildonan, mit Ausnahme von drei Familien – fast 2.000 Seelen – wurden völlig entwurzelt und ausgebrannt.
1819 (Juni) – Die Sutherland Transatlantic Friendly Association wird gegründet, um geräumten Pächtern zu helfen, die nach Amerika auswandern wollten. Sie stößt auf wenig Interesse und wird bald eingestellt.
1820 – James Loch veröffentlicht seinen Bericht über die Durchführung der Räumungen oder, wie er sie nennt, der Verbesserungen. Er erklärt, dass Gälisch in Sutherlandshire eine Seltenheit werden wird.
1820 – Der Journalist Thomas Bakewell kritisiert sowohl Lochs Buch als auch seine Handlungen während der Räumungen scharf.
1820 (Februar und März) – Hugh Munro, der Gutsherr von Novar, räumt seine Ländereien in Culrain am Kyle of Sutherland. Als der Sheriff und das Militär eintreffen, um die Pächter zu vertreiben, kommt es zu einem Aufstand. Nach Protesten des Pfarrers Donald Matheson geben die Pächter schließlich ihren Widerstand auf und ziehen weg.
1821 (April) – Beamte, die Räumungsbefehle für die Pächter von Gruids in der Nähe des Flusses Shin überbringen, werden entkleidet, ausgepeitscht und ihre Dokumente verbrannt. Aus Angst vor einem weiteren Aufstand wie in Culrain begleiten Militär und Polizei den Sheriff zurück nach Gruids. Angesichts dieser Gewalt packten die Pächter ihre wenigen Habseligkeiten zusammen und zogen nach Brora.
1826 – Die Insel Rum wird bis auf eine Familie geräumt. MacLean of Coll bezahlt die Auswanderung der anderen Eingeborenen nach Kanada.
1826 – Das Auswandererschiff James kommt in Halifax an. Alle Personen an Bord hatten sich während der Reise mit Typhus infiziert.
1827 – Lady Stafford besucht ihr Anwesen in Sutherland und erhält Geschenke von den Pächtern. Diese Geschenke, schrieb Donald Macleod, wurden von jenen zur Verfügung gestellt, die spendeten und sich dadurch die Gunst ihrer Ladyschaft und ihrer Verwalter sicherten – und diejenigen, die dies nicht konnten oder wollten, bekamen durch viele drohende Blicke und ein ominöses Kopfschütteln deutlich zu verstehen, was sie zu erwarten hatten.
1829 (September) – Das Canada Boat Song, ein Gedicht, das gegen die Räumungen protestiert, erscheint im schottischen „Blackwood’s Magazine“.
1830 – Lady Stafford stattete ihrem Anwesen in Sutherlandshire einen seltenen Besuch ab und fand die Pächter in „primitiven Hütten“ vor. Sie konnte nicht begreifen, wie Menschen unter solchen Bedingungen leben konnten, sprach aber kein Gälisch. Sie konnte sich die Lebensbedingungen ihrer Pächter nicht einschätzen und unternahm nichts dagegen.
1830 (20. Oktober) – Während der Steinmetz Donald Macleod in Wick arbeitete, wurden seine Frau und seine Kinder in ihrem Haus überrascht: … eine Gruppe von acht Männern … betrat mein Haus (um) etwa 3 Uhr, gerade als die Familie vom Abendessen aufstand. Die Gruppe ließ keine Zeit für Verhandlungen, sondern schleuderte, nachdem sie die Familie mit Gewalt in die Flucht geschlagen hatte, in kürzester Zeit Möbel, Bettzeug und andere Gegenstände hinaus, löschte das Feuer und nagelte der hilflosen Frau Türen und Fenster vor der Nase zu … Boten waren (zuvor) ausgesandt worden, die alle umliegenden Bewohner davor warnten, der Frau, dem Kind oder dem Tier von Donald Macleod Unterschlupf oder Hilfe zu gewähren, da dies eine ähnliche Behandlung riskieren würde. ... Nachdem sie die meiste Zeit der Nacht vergeblich versucht hatte, unter einem Dach oder in einer Hütte Schutz zu finden, kehrte meine Frau schließlich zurück, um einige ihrer verstreuten Möbel einzusammeln, und (baute) mit ihren eigenen Händen einen provisorischen Unterschlupf an den Wänden ihres ehemaligen komfortablen Wohnsitzes ... (aber) der Wind zerstreute (die) Materialien so schnell, wie sie sie zusammentragen konnte. Sie schnallte ihre Kinder an ... so gut sie konnte, überließ sie der Aufsicht des Ältesten (der erst sieben Jahre alt war), gab ihnen so viel Nahrung, wie sie auftreiben konnte, und machte sich bereit, sich auf den Weg nach Caithness zu machen (auf der Suche nach ihrem Mann). Sie war noch nicht viele Meilen gegangen, als sie einen barmherzigen Samariter und Bekannten traf ... Donald Macdonald, der ihr, ohne Rücksicht auf die Gefahr, die sie erlitt, die Tür öffnete, sie erfrischte und tröstete und sie noch im Schutz der Nacht zur Wohnung (eines Freundes), William Innes ... aus Sandside, begleitete.
1832 – Obwohl er sie gewaltsam vertrieben hatte, schwören die verbannten Mitglieder des Clans Chisholm ihrem Häuptling in Schottland Treue.
1832 (Spätsommer) – Die Cholera breitet sich in der Gegend von Inverness aus und fordert fast 100 Todesopfer. Viele befürchten, dass die Krankheit von den verarmten, auf der Straße bettelnden Pächtern übertragen wurde, und es werden strenge Gesetze erlassen, um diese Wanderarbeiter zu verfolgen.
1833 – Auf einer Feier zu Ehren von König Wilhelm IV. werden Lord und Lady Stafford zum ersten Herzog und zur ersten Herzogin von Sutherland ernannt.
1833 (Winter) – Nach dem Tod des Herzogs von Sutherland planen einige Angehörige der Gentry, ihm zu Ehren ein Denkmal zu errichten. Die Pächter werden „gebeten“, einen Beitrag zu leisten, aber Donald Macloed schreibt: Alle, die einen Schilling aufbringen konnten, gaben ihn, und diejenigen, die es nicht konnten, warteten voller Angst auf die Folgen ihrer Zahlungsunfähigkeit.
1836 (Herbst) – Im Hochland und auf den Inseln kommt es zu einer Hungersnot, bei der Tausende verhungern, trotz der Bemühungen, Notrationen zu finanzieren.
1837 – Der europäische Historiker/Ökonom JCLJ de Sismondi schreibt über Sutherlandshire: Aber obwohl das Landesinnere der Grafschaft in eine Wüste verwandelt wurde – in der es viele tausend Schafe, aber nur wenige menschliche Siedlungen gibt –, sollte der Leser nicht annehmen, dass die Gesamtbevölkerung in irgendeiner Weise abgenommen hat. Dies war so weit davon entfernt, dass die Volkszählung von 1821 gegenüber der Volkszählung von 1811 einen Anstieg von mehr als zweihundert Personen ergab … die Grafschaft wurde nicht entvölkert – ihre Bevölkerung wurde lediglich neu angeordnet. Die (Herzogin von Sutherland) fand sie gleichmäßig über das Landesinnere und die Küste verteilt und in sehr komfortablen Verhältnissen vor – (aber) sie hinterließ sie in einem elenden Gewebe aus Armut und Leid, das die Grafschaft an ihrer Ost- und Westküste säumt.
1838 – Patrick Sellar hatte mit seiner Pacht von Strathnaver so viel Geld verdient, dass er 1838 ein Anwesen in Morvern kaufen konnte. 1844 folgte ein weiteres, das mehrere Zehntausend Morgen umfasste. Hier vertrieb er weitere 250 Kleinpächter.
1840 – 1841 – Donald Macleod veröffentlicht eine Reihe von Briefen im Edinburgh Weekly Chronicle, in denen er seine eigene Vertreibung und andere Augenzeugenberichte über die Räumungen beschreibt.
1841 (Februar) – Henry Baillie, Parlamentsabgeordneter für Inverness, bildet ein Komitee, um die Situation in den Highlands zu untersuchen. Das Komitee kommt zu dem Schluss, dass zu viele Menschen in den Highlands leben und dass eine aggressive Auswanderungspolitik eingeleitet werden sollte.
1841 (August und September) – Nach Räumungsbefehlen der Justizbehörden randalieren die Pächter von Durness und Keneabin und greifen Polizei und Sheriffs mit Steinen und Stöcken an. Erst als ihnen mit dem Militär gedroht wird, akzeptieren die Pächter die Verfügungen und ziehen weg.
1843 -- Spaltung der Church of Scotland aufgrund der Entfremdung der Pächter vom Landadel in vielen Teilen der Highlands. Die Menschen wandten sich gegen die Anstellung von Pfarrern, die den Grundbesitzern genehm waren. Viele Grundbesitzer weigerten sich, Standorte für die neuen Freikirchen bereitzustellen, was das Gefühl der Entfremdung und des Grolls noch verstärkte.
1845 -- Da ihnen in der Kirche selbst Unterschlupf verweigert wird und sie glauben, von Gott verflucht zu sein, suchen 90 vertriebene Pächter von Glencalvie vorübergehend Unterschlupf auf dem Kirchhof von Croick und hinterlassen in die Glasfenster geritzte Nachrichten: ... Leute von Glencalvie, das böse Geschlecht... ... Hirte John Ross... ... Glencalvie ist eine Wildnis, schickt sie in die Kolonie... ... die Glencalvie Rosses...
1845 -- Die Kartoffelfäule, die Irland im Vorjahr verwüstet hatte, vernichtet den Großteil der Kartoffeln in den Highlands.
1846 (Dezember) – Reverend Norman Mackinnon von Bracadale Manse schrieb an den Ordinarius von Königin Victoria: „Oh, schicken Sie uns sofort etwas … Wenn Sie jetzt nur ein paar Pfund schicken können, dann lassen Sie es kommen, denn viele sterben, würde ich sagen, vor Hunger …“
1847 (Februar) – James Bruce, ein Autor des „Scotsman“, berichtet, dass die Probleme der Highlander auf ihre eigene Faulheit zurückzuführen sind, und schlägt vor, dass die beste Lösung für die einheimischen Pächter sei: Sobald sie in der Lage sind, für sich selbst zu arbeiten, sollten sie dem bösartigen Einfluss der Faulheit entzogen werden, in der ihre Väter aufgewachsen sind und in der sie gelebt und gehungert haben.
1849 – Trotz einiger Unruhen seitens der einheimischen Pächter vertreibt Lord Macdonald über 600 Menschen aus Sollas auf North Uist.
1849 – Thomas Mulcok, ein Autor und Journalist des Inverness Advertiser, kommt in die Highlands und greift in gedruckter Form Grundbesitzer und Verwalter heftig an. So heftig sogar, dass er schließlich nach Frankreich flieht, als ihm Verleumdung vorgeworfen wird.

### Zweite Hälfte des 19. Jahrhunderts
1850er Jahre (Anfang) – Räumung von Tausenden von Pächtern im Strathaird-Distrikt, in Suishnish und Boreraig auf der Isle of Skye sowie in Coigach am Loch Broom.
1851 – Sir John MacNeill bereist unter der Leitung des Innenministers die Highlands und berichtet, dass die Armen in den Highlands ihre Armut „zur Schau stellen und übertreiben“ und im Grunde faul sind. Die einzige Lösung, die MacNeill sieht, ist die Auswanderung.
1851 (August) – Räumung von Barra durch Colonel Gordon von Cluny. Der Colonel rief alle seine Pächter zu einem Treffen zusammen, um „die Pacht zu besprechen“, und drohte ihnen mit einer Geldstrafe, wenn sie nicht daran teilnahmen. Im Versammlungssaal wurden über 1.500 Pächter überwältigt, gefesselt und sofort auf Schiffe nach Amerika verladen. Ein Augenzeuge berichtete: „...Menschen wurden ergriffen und an Bord gezerrt. Männer, die Widerstand leisteten, wurden mit Schlagstöcken niedergestreckt und mit Handschellen gefesselt; diejenigen, die entkamen, darunter einige, die vom Schiff an Land schwammen, wurden von der Polizei verfolgt...“ Als sich Beamte in Glasgow beim Oberst über viele Obdachlose in Barra beschwerten, die durch ihre Straßen irrten, erklärte er: „Vom Auftauchen einer Reihe meiner Pächter und Häusler aus der Gemeinde Barra in Glasgow hatte ich vor Erhalt Ihrer Mitteilung keine Ahnung. Und auf Ihre Frage, was ich mit ihnen vorhabe, sage ich: ‚Nichts‘.“
1853 – Knoydart wird unter der Leitung der Witwe des 16. Häuptlings von Glengarry geräumt. Mehr als 400 Menschen werden plötzlich und gewaltsam aus ihren Häusern vertrieben, darunter auch Frauen in den Wehen und ältere Menschen. Nachdem die Häuser in Brand gesteckt worden waren, kehrten einige Pächter in die Ruinen zurück und versuchten, ihre Dörfer wieder aufzubauen. Diese baufälligen Gebäude wurden dann ebenfalls zerstört. Pater Coll Macdonald, der örtliche Priester, errichtete in seinem Garten in Sandaig am Loch Nevis Zelte und Unterstände und bot so vielen Obdachlosen wie möglich Unterschlupf. Donald Ross, ein Journalist und Anwalt aus Glasgow, schrieb Artikel über die Räumung von Knoydart, die wenig Sympathie hervorriefen.
1854 – Die Räumung von Greenyards, Strathcarron in Ross-shire. Einige Frauen des Clan Ross versuchten, die Polizei des Grundbesitzers aufzuhalten, indem sie die Straße zum Dorf blockierten. Die Polizisten griffen die unbewaffneten Frauen an und, in den Worten des Journalisten Donald Ross: „... schlugen mit aller Kraft zu. ... Nicht nur, als sie niedergeschlagen wurden, sondern auch, als die Frauen schon am Boden lagen. Sie schlugen und traten sie, während sie in ihrem Blut wälzten... (und) mehr als zwanzig Frauen wurden in Decken und Tragen vom Feld getragen, und ihr Anblick mit zerschnittenen und zerquetschten Köpfen, verstümmelten Gliedmaßen und blutverschmierten Kleidern hätte jeden Wilden in Schrecken versetzt.“
1854 – Archibald Geikie beschreibt eine kürzliche Rodung auf Skye und gibt an, dass er Folgendes gesehen habe: (Das Haus war) eine elende Hütte, ungeeignet für Schafe oder Schweine. Hier mussten sechs Menschen Unterschlupf suchen. Es gab keinen Platz für ein Bett, also legten sie sich alle auf den nackten Boden, um sich auszuruhen. Am vergangenen Mittwoch erkrankte das Oberhaupt der elenden Familie, der Witwer William Matheson, und verstarb am folgenden Sonntag. Seine Familie bestand aus einer betagten Mutter, 96, und seinen eigenen vier Kindern – John 17, Alex 14, William 11 und Peggy 9 – die alte Frau lag im Wochenbett und als ein Schwager von Matheson vorbeikam, um nach ihm zu sehen, war er entsetzt, als er Matheson tot auf derselben Strohpritsche liegen sah, auf der die alte Frau geruht hatte; und dort lagen auch seine beiden Kinder, Alexander und Peggy, krank! Diejenigen, die diese Szene miterlebten, erklärten, dass sie nie eine herzzerreißendere Szene gesehen hätten. Mathesons Leiche wurde so schnell wie möglich weggebracht; aber der Anblick ist noch beklagenswerter. Hier, in dieser elenden Behausung, die für Menschen überhaupt nicht geeignet ist, liegt eine alte Frau von 96 Jahren, ausgestreckt auf dem kalten Boden, mit zwei ihrer Enkelkindern, die krank liegen, eines auf jeder Seite von ihr.
1854 -- Ein Auswandererschiff wird in der „Times“ folgendermaßen beschrieben: Dem Auswanderer wird eine Koje gezeigt, ein Regal aus grobem Kiefernholz in einem stinkenden Verlies ohne Luft und Licht, in dem mehrere Hundert Menschen ... auf Regalen zwei Fuß und einen Zoll übereinander verstaut sind ... immer noch stinkend nach dem unausrottbaren Gestank, den die Auswanderer auf ihrer letzten Reise hinterlassen haben ... Nachdem man einige Tage in der pestilenzialischen Atmosphäre verbracht hat, die von der schwärenden Masse schmutziger Menschen geschaffen wurde, die zwischen den feuchten und dampfenden Decks gefangen sind, bricht die Geißel aus, und zu dem Elend aus Schmutz, fauliger Luft und Dunkelheit kommt die Cholera hinzu.
1854 -- Landbesitzer in den Highlands werden aufgefordert, aus ihren Pächtern Truppen für den Krimkrieg zusammenzustellen. Die meisten Highlander weigern sich. Einer sagt zu seinem Laird: „Sollte der Zar von Russland (diese Ländereien) in der nächsten Amtszeit in Besitz nehmen, können wir von ihm keine schlimmere Behandlung erwarten, als wir sie in den letzten fünfzig Jahren von Ihrer Familie erfahren haben.“ Anwerber in Sutherland werden von Leuten verfolgt, die „Mäh, Mäh“ rufen.
1856 – Die Schriftstellerin Harriet Beecher Stowe besucht Sutherlandshire. Ihre Reise wird von der derzeitigen Herzogin von Sutherland sorgfältig geplant, um Orte der Zwangsräumung zu vermeiden, und so erklärt Stowe fälschlicherweise, die Geschichten über die Zwangsräumungen seien größtenteils erfunden.
1860 – Gründung der Sutherlandshire Association in Glasgow.
1871 – Gründung der Gaelic Society of Inverness, gefolgt von weiteren in städtischen Zentren, die sich für den Unterricht von Gälisch in Schulen einsetzen.
1872 – Ein parlamentarischer Sonderausschuss wird eingerichtet, um Behauptungen zu untersuchen, wonach Pächter in den Highlands vertrieben werden, um Platz für Hirsche zu schaffen. Da die Menschen für Schafe und nicht für Hirsche gerodet worden waren, findet der Ausschuss keine Beweise.
1874 (Frühjahr) – Hungernde Pächter von Landgütern auf der Black Isle, in Caithness und Ross versuchen, Getreidelieferungen für den Export zu beschlagnahmen. Die Armee wird gerufen, um einen sicheren Transport zu gewährleisten.
1874 – Bernera, Lewis. Munro, der Vermittler des Drogenbarons Matheson, verweigerte den Kleinpächtern von Bernera den Zugang zu ihren traditionellen Sommerweiden. Munro forderte alle 58 Pächter von Bernera auf, ihre Pächter zu verlassen. Der Sheriff wurde von einer Menschenmenge daran gehindert und anschließend wurde einer der Beteiligten in Stornoway verhaftet und angeklagt. Einhundertdreißig Männer marschierten von Bernera aus, um seine Freilassung zu fordern. Anschließend wurden drei von ihnen vor Gericht in Stornoway angeklagt. Zur Überraschung aller wurden die drei freigesprochen und später wurde der Sheriff selbst wegen Körperverletzung für schuldig befunden und zu einer Geldstrafe verurteilt. Factor Munro wurde daraufhin von Matheson entlassen. Dies wurde als erster Erfolg der Bevölkerung gegen die Macht der Grundbesitzer gewertet.
1875 – Charles Fraser-MacIntosh droht den Pächtern von Leckmelm am Loch Broom im Parlament mit Zwangsräumung, was in den Zeitungen, mit Ausnahme des Scotsman, zu Gunsten der Pächter breite Beachtung fand.
1877 – Die Gaelic Society of Inverness bittet das Parlament um eine königliche Untersuchung zur Landfrage in den Highlands.
1881 – Die Valtos-Pächter des Kilmuir-Anwesens weigern sich, überhöhte Pacht zu zahlen und beantragen eine Reduzierung. Das Anwesen akzeptiert die Reduzierung.
1882 – Die Pächter von Glendale erklären einen Pachtstreik wegen fehlender Bergweiden und überhöhter Pacht. Journalisten zahlreicher Zeitungen treffen in Glendale ein, um über eine Szene „offener Rebellion“ zu berichten.
1882 – Die Pächter von Braes fordern die Rückgabe der Sommerweiderechte auf Ben Lee. Das Anwesen versucht, die „Rädelsführer“ zu vertreiben, doch der Sheriff wurde abgesetzt und seine Papiere verbrannt. Anschließend kam Sheriff Ivory mit fünfzig Polizisten aus Inverness. Nach dem darauf folgenden Aufruhr wurden fünf Kleinbauern verhaftet, nach Inverness gebracht und mit einer Geldstrafe belegt. Die Kleinbauern trieben jedoch ihre Tiere auf Ben Lee. Das Anwesen erwirkte eine Anordnung des Court of Session, die ihre Entfernung forderte, aber erneut wurde der Sheriff von seinem Amt entbunden. Die Regierung weigerte sich, die von Sheriff Ivory angeforderte Soldatentruppe zu stellen, und schließlich gab das Anwesen 1883 nach und gewährte den Pächtern das Recht, Ben Lee zu nutzen.
1883 – Die Napier-Kommission wurde eingesetzt, um die Beschwerden der Kleinpächter zu untersuchen. Sie begannen, bei den Pächtern von Braes Beweise zu sammeln.
1884 – Joseph MacLeod (der Urgroßvater des Autors (Peter Lawrie), der ursprünglich aus Kildonan stammte) sagte vor der Napier-Kommission im Namen der Pächter von Rogart aus. In einer persönlichen Mitteilung teilte er Lord Napier mit, dass die Anwesensverwalter ihm das Recht verweigert hätten, in Brora ein Lebensmittelgeschäft zu betreiben. Daraufhin musste er Sutherland verlassen, da er als Aktivist der Land League identifiziert worden war.
1884 – Die Kommission definierte die Highlands and Islands als die Grafschaften Argyll, Inverness, Ross und Cromarty, Sutherland, Caithness, Orkney und Shetland. Crofter waren Personen, die einzeln oder gemeinsam Land für landwirtschaftliche oder pastorale Zwecke direkt vom Eigentümer besaßen und dafür eine jährliche Pacht von höchstens 30 £ zahlten. Cottars waren Bewohner von Häusern, die für eine jährliche Pacht von höchstens 2 £ kein Land oder pastorale Privilegien direkt vom Eigentümer besaßen. Inhaber von langfristigen Pachtverträgen oder Grundrenten waren nicht eingeschlossen.
1886 – Der Crofter's Holdings (Scotland) Act wurde ins Gesetzbuch aufgenommen und gewährte faire Pacht, Pachtsicherheit mit 30-jährigen Pachtverträgen für Verbesserungen und Entschädigungen für Verbesserungen am Ende eines Pachtverhältnisses (aber nur für Pächter, die zu diesem Zeitpunkt mehr als 6 £ pro Jahr an Pacht zahlten). Das Gesetz erkannte endlich das besondere Landbesitzsystem der Crofting-Gemeinde an und schuf „Gemeinden“ mit gemeinschaftlichem Zugang zu ausgewiesenem Weideland. Die Crofters Commission wurde eingerichtet, um die Umsetzung des Gesetzes zu überwachen und zu verwalten.
1892 – Nach einer Reihe von „Landraubzügen“, insbesondere in Lewis, zwischen 1887 und 1891 wurde eine königliche Untersuchungskommission eingerichtet, um die ungebremste Ausbreitung von Wildparks in den Highlands und auf den Inseln zu untersuchen und Wildwälder zu kennzeichnen, die für Kleinbauern geeignet sein könnten. Diese Kommission wird üblicherweise als Deer Forest Commission oder Brand Commission bezeichnet, benannt nach ihrem Vorsitzenden David Brand, Sheriff von Argyll. Die Kommission identifizierte Land, das für neue Kleinbauernhöfe geeignet war. Die Kleinbauern erkannten jedoch nicht, dass die Deer Forest Commission sie nur dazu aufforderte, das verfügbare Land zu planen oder zu identifizieren. Sie wurden nicht aufgefordert, neue Grundstücke zu schaffen. Daher war es notwendig, eine andere Behörde zu ernennen, um neue Grundstücke zu schaffen und zu verteilen, bevor die landlosen Kleinbauern von der Maßnahme profitieren konnten. Es gab daher noch viel Spielraum für die Lobby der Landbesitzer, ihren Einfluss geltend zu machen und sicherzustellen, dass ihre Wildwälder nicht übermäßig beeinträchtigt wurden.
1897 – Das Congested Districts Board (Scotland) wurde durch das Congested Districts (Scotland) Act gegründet, um die für die Verbesserung der verkehrsbelasteten Bezirke in den Highlands und auf den Inseln bereitgestellten Mittel zu verwalten. In den 1890er Jahren wurden viele Gebiete als verkehrsbelastete Bezirke eingestuft, deren Mittel nicht einmal zum Lebensunterhalt reichten. Die Hauptziele des Boards waren die Unterstützung und Entwicklung der Landwirtschaft (beispielsweise durch die Verteilung von Saatkartoffeln und Saathafer und die Bereitstellung von Zuchttieren), der Fischereiindustrie (beispielsweise durch die Verbesserung von Leuchttürmen, Piers und Häfen) und der Heimindustrie wie Spinnen und Weben. Es sollte auch Straßen und Brücken verbessern und die Migration von Kleinbauern in andere Teile Schottlands unterstützen.

### 20. Jahrhundert
1911 – Das Congested Districts Board wurde durch Abschnitt 28 des Small Landholders (Scotland) Act 1911 abgeschafft und seine Befugnisse und Pflichten auf das durch Abschnitt 4 dieses Gesetzes gegründete Board of Agriculture for Scotland übertragen. Der Großteil des Gesetzes von 1897 bleibt jedoch in Kraft, die Funktionen liegen nun in den Händen der schottischen Minister.
1948 (November) – Das Gebiet um Knoydart wurde ursprünglich 1853 von Josephine MacDonell gerodet und die ehemaligen Pächter wurden nach Nova Scotia geschickt. 95 Jahre später steckten sieben Männer, die im Zweiten Weltkrieg gedient hatten, Ansprüche auf das Grundstück in Knoydart ab und sagten, es sei ihr Recht, Kleinbauernhöfe auf Land abzustecken, das absichtlich brach lag. In den darauffolgenden Monaten erlangten die Sieben die Unterstützung der Presse, hauptsächlich aufgrund der pro-nationalsozialistischen Philosophie des damaligen Gutsherrn von Knoydart, doch ein Gerichtsurteil führte schließlich zur Zwangsräumung der Männer.
1976 – Kleinbauern ist es erstmals gesetzlich gestattet, ihre eigenen Kleinbauernhöfe zu erwerben.
1993 – Die 130 Pächter von Assynt bringen 130.000 £ auf und kaufen mit Hilfe verschiedener Zuschüsse und Darlehen ihr 21.000 Acres großes Heimatland, als es vom Grundbesitzer zum Verkauf angeboten wird. Der Assynt Crofters Trust Ltd wird gegründet, um das Land anstelle des traditionellen Gutsherrn zu verwalten. Ein Sprecher des Trusts erklärt: „Am 1. Februar 1993 waren wir die ersten Crofting-Gemeinden, die die vollständige Kontrolle über unser Land übernahmen. Unser Erfolg bedeutet, dass wir dem Würgegriff der abwesenden Grundbesitzer auf die Crofting-Gemeinden von North Assynt ein Ende gesetzt und eine unaufhaltsame Veränderung des Grundbesitzsystems in den gesamten Highlands und auf den Inseln Schottlands in Gang gesetzt haben.“
1994 – Mr. Sandy Lindsay, ein Einwohner von Inverness und ehemaliger SNP-Stadtrat, initiiert eine Bewegung, die die Zerstörung oder Entfernung der 27 Fuß hohen roten Sandsteinstatue des Duke of Sutherland, die auf dem Ben Bhraggie in der Gegend von Golspie steht, fordert. Lindsay empfindet die Statue als Beleidigung für die Nachkommen der Pächter, die der Duke von seinem Land vertrieben hat. Lindsay sammelt weltweite Unterstützung und legt im Mai 1996 dem Sutherland Area Committee des Highland Council eine Petition vor. Der Rat lehnt die Petition ab, stimmt jedoch zu, eine Reihe von Informationstafeln anzubringen, die die Räumungen im Gebiet Ben Bhraggie/Golspie beschreiben.
1996 – Die Pictou Waterfront Development Corporation beginnt mit dem Bau einer Nachbildung der Hector, eines Auswandererschiffs, das über 200 Passagiere aus Ross-shire nach Kanada brachte.
Bis heute setzen die Nachfahren der vertriebenen Highlander ihre Bemühungen um Aufklärung, Anerkennung und Rückgabe fort.

## Wahrnehmung
Die Räumungen waren legal, galten aber schon damals als illegitim, da das Recht (wie schon zweihundert Jahre vorher in England) zugunsten der Landbesitzer verändert worden war, indem feudale Herrschaftsrechte in privaten Grundbesitz umgewandelt worden waren. Dennoch gab es wenig Gegenwehr seitens der vertriebenen Hochländer. Die zeitgenössische Presse zeigte zum größten Teil nur Verachtung für die „minderwertige Rasse“ der gälischsprachigen Hochländer, teilweise in Kombination mit verklärten romantischen Bildern der Highlands der Vergangenheit. Nur wenige bekundeten Interesse für die Problematik und Sympathie für die Betroffenen. Das Trauma der Vertreibung verschmolz zunehmend mit dem schottischen Nationalgefühl und führte seit Ende des 19. Jahrhunderts zu erbitterten Kontroversen. Forderungen nach Entschädigung wurden laut; ebenso wie Vorwürfe an die Gutsherren, Völkermord begangen zu haben. Für Karl Marx waren die Räumungen der „letzte große Expropriationsprozeß“ im Rahmen der ursprünglichen Akkumulation.

## Motive
Das vordringlichste Motiv der Gutsherren war es, den Ertrag ihrer Ländereien zu steigern. Im beginnenden Industriezeitalter stiegen die Preise für Wolle derart, dass die Pacht der Kleinbauern mit dem Ertrag der Schafzüchter nicht mehr mithalten konnte. Doch ist auch belegt, dass das Interesse der Nobilitäten an ungestörter Jagd auf Rotwild und an der Fischerei sowie die landschaftliche Schönheit der Highlands ein Motiv für viele Räumungen war.
Eine Bevölkerungsexplosion und ungewisse Ernteerträge verschärften die Situation; immer wieder brachen regional begrenzte Hungersnöte aus. Auch dadurch stiegen die Ausgaben der Gutsherren, die zur Versorgung von Verarmten (englisch paupers) auf ihrem Land verpflichtet waren. Landbesitzer, die auf die Räumungen verzichteten, gingen teilweise bankrott, was die Situation ihrer Pächter ebenfalls verschlechterte.

## Auswirkungen
Zum Ende der Räumungen war das schottische Clanwesen zerstört und die gälische Sprache in Schottland an die Westküste der Highlands (im Wesentlichen in Sutherland und in Ross-shire) sowie auf die Hebriden zurückgedrängt.
Die betroffenen Kleinbauern und Pächter wurden, soweit sie die Vertreibung überlebten, in die kargen Küstenregionen Schottlands, in die aufstrebenden britischen Industriestädte oder nach Nordamerika, vor allem nach Nova Scotia umgesiedelt. Cape Breton Island, wo allein 50.000 Schotten angesiedelt wurden, ist bis heute dadurch kulturell geprägt; hier wurde lange Zeit noch schottisches Gälisch gesprochen.
In manchen Regionen der Highlands lebt auch heute noch nur ein Zehntel der ursprünglichen Bevölkerung.

## Bewertung und juristische Aufarbeitung

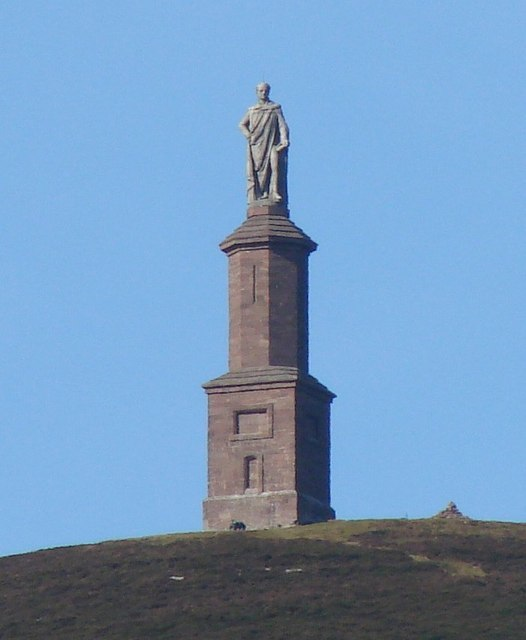
Duke of Sutherland’s Monument

Die Wertung als „ethnische Säuberung“ ist nicht abwegig, da die gälischsprachigen Hochländer von den Gutsherren durchaus als „fremd“ wahrgenommen wurden. Belege für den Vorsatz, eine kulturelle Gemeinschaft zu zerstören, finden sich allerdings nicht. Vielmehr sind die Umsiedlungen ein Zeugnis des europäischen Wandels von einer feudalen Agrar- zu einer kapitalistischen Industriegesellschaft. Für die Vorstellung, die Hochland-Clans hätten auf landwirtschaftlicher Basis ihren Lebensstandard halten und ihre Lebensart erhalten können, spricht wenig. Das Leid der Vertriebenen wird dadurch freilich nicht gemildert.
Besonders grausam verliefen die Räumungen auf den umfangreichen Ländereien des Earl Gower und späteren Ersten Duke of Sutherland, der um den Preis der Vertreibung von 15.000 Einwohnern von fast 800.000 Acres, also etwa 3200 Quadratkilometer Land zum reichsten Briten des 19. Jahrhunderts wurde, wovon das für seinen Nachfolger prunkvoll ausgebaute Dunrobin Castle noch heute zeugt. Im Tal des River Naver, der historischen Region Strathnaver, ließ Earl Gowers Verwalter Patrick Sellar im Jahr 1814 zahlreiche Farmhäuser in verschiedenen Orten nicht nur durch seine Helfer abreißen, sondern auch anzünden, wodurch mehrere Familien zu Tode kamen. 1816 wurde er in Inverness des Mordes, der Brandstiftung und der unrechtmäßigen Zerstörung von fremdem Eigentum angeklagt. Zahlreiche Nobilitäten und Sheriffs bürgten für seinen Charakter und entwerteten dadurch die vorliegenden Zeugenaussagen, was zu seinem Freispruch führte. Unter seinem Nachfolger Francis Suther wiederholten sich 1819 ähnliche Vorfälle. Zur „Kompensation“ erhielten die Vertriebenen 6000 Acres schlechten Boden, also etwa 24 Quadratkilometer und damit nicht einmal ein Prozent der von ihnen früher (wenn auch extensiv) bewirtschafteten Fläche. Als Sellar starb, feierte die Presse ihn als Wohltäter. Erst 1883 wurde eine Kommission zur Untersuchung der Clearances in der Region eingerichtet. 1919 wurde schließlich konstatiert, dass man sie nicht hätte zulassen dürfen. Freilich waren zu dieser Zeit die Erträge aus der Schafzucht längst wieder gesunken.
Ähnliche Umsiedlungen haben in England und auf dem Kontinent viel früher stattgefunden. Dass die Vorgänge in Schottland Resonanz in der zeitgenössischen Presse gefunden haben, mag auch daran liegen, dass sich gleichzeitig in der städtischen Gesellschaft Englands der moderne Rechtsstaat herausbildete.
Auf dem europäischen Festland war die Landbevölkerung gegen Vertreibungen derartigen Ausmaßes auch dadurch geschützt, dass entvölkerte Gebiete die Begehrlichkeit von Nachbarstaaten wecken konnten. Hier lockten die Landesherren eher Kolonisten mithilfe von Privilegien in verödete Grenzgebiete, etwa die Habsburger die Banater Schwaben in den Süden ihres Reiches.

## Gegenwart

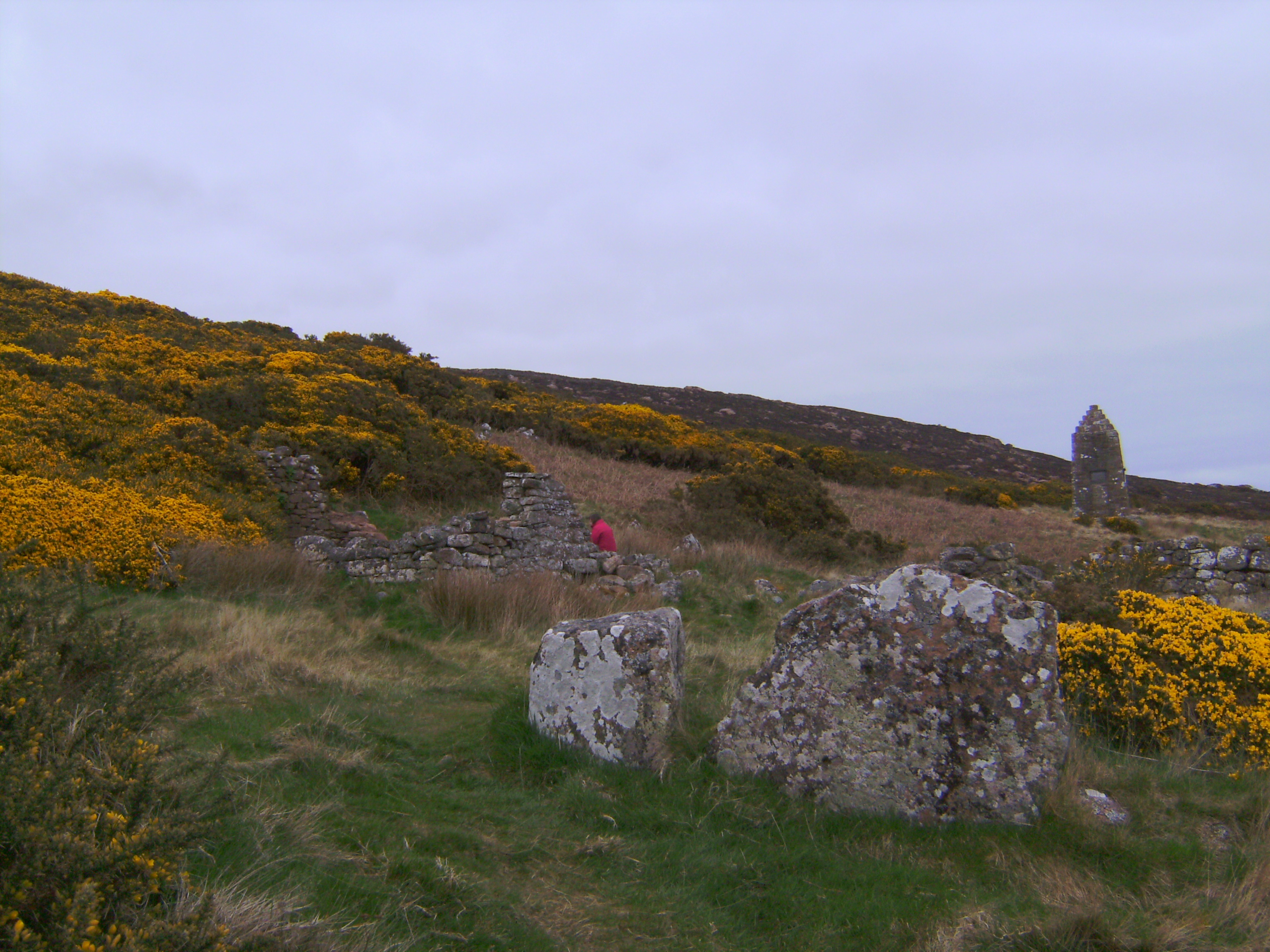
Reste Badbeas

Heute bietet sich an vielen Orten ein Bild aus Steinruinen und Schafherden auf baumlosen Weiden. Besonders anschaulich sind die Reste der Siedlung von Badbea in Caithness: Dort haben vertriebene Hochlandbewohner noch ein paar Jahre lang direkt an der Steilküste versucht, ihr Leben zu fristen. In der Ferne sieht man eine Monumentalstatue des Herzogs von Sutherland, der sich bei der Vertreibung der Hochländer besonders hervorgetan hat. Die Auswirkungen der Clearances auf den Landbesitz in Schottland zeigen die von Whighman zusammengetragenen Zahlen: 1998 besaßen 66 Landbesitzer ein Viertel der Landfläche Schottlands, weiteren 1252 gehörten 66 Prozent des Landes.

## Bericht
An einem Tag im Mai 1819 wurden entlang des Strathnave 250 Kleinpächter von Seller und seinen Gehilfen vertrieben.
Donald McLeod, ein Augenzeuge, schrieb in „Letter VII“, Gloomy Memories in the Highlands of Scotland:

“The consternation and confusion were extreme. Little or no time was given for the removal of persons or property; the people striving to remove the sick and the helpless before the fire should reach them; next, struggling to save the most valuable of their effects. The cries of the women and children, the roaring of the affrighted cattle, hunted at the same time by the yelling dogs of the shepherds amid the smoke and fire, altogether presented a scene that completely baffles description — it required to be seen to be believed. A dense cloud of smoke enveloped the whole country by day, and even extended far out to sea. At night an awfully grand but terrific scene presented itself — all the houses in an extensive district in flames at once. I myself ascended a height about eleven o'clock in the evening, and counted two hundred and fifty blazing houses, many of the owners of which I personally knew, but whose present condition — whether in or out of the flames — I could not tell. The conflagration lasted six days, till the whole of the dwellings were reduced to ashes or smoking ruins.”

„Die Bestürzung und Verwirrung waren extrem. Es wurde wenig oder gar keine Zeit gegeben, um Personen oder Eigentum zu retten; die Menschen bemühten sich, die Kranken und Hilflosen zu retten, bevor das Feuer sie erreichen würde; dann kämpften sie darum, ihre wertvollsten Habseligkeiten zu retten. Die Schreie der Frauen und Kinder, das Brüllen des verängstigten Viehs, das gleichzeitig von den jaulenden Hunden der Hirten mitten durch Rauch und Feuer gejagt wurde, boten insgesamt eine Szene, die sich jeder Beschreibung entzieht – man musste sie sehen, um sie zu glauben. Eine dichte Rauchwolke hüllte tagsüber das ganze Land ein und reichte sogar weit bis zum Meer. Nachts bot sich eine furchtbar großartige, aber schreckliche Szene – alle Häuser eines ausgedehnten Tales standen gleichzeitig in Flammen. Ich selbst stieg gegen elf Uhr abends auf eine Anhöhe und zählte zweihundertfünfzig brennende Häuser, von denen ich viele der Besitzer persönlich kannte, deren gegenwärtiger Zustand jedoch – ob in Flammen oder bereits ausgezerrt von den Flammen – ich konnte es nicht sagen. Der Brand dauerte sechs Tage, bis alle Wohnhäuser in Asche oder rauchende Ruinen verwandelt waren.“

Der schottische Geologe Archibald Geikie beschreibt in seinen Erinnerungen Jahrzehnte später die Räumung von Suishnish auf Skye im Jahre 1854:

“It was a miscellaneous gathering of at least three generations of crofters. There were old men and women, too feeble to walk, who were placed in carts; the younger members of the community on foot were carrying their bundles of clothes and household effects, while the children, with looks of alarm, walked alongside. […] When they set forth once more, a cry of grief went up to heaven, the long plaintive wail, like a funeral coronach, was resumed, and after the last emigrants had disappeared behind the hill, the sound seemed to re-echo through the whole wide valley of Strath in one prolonged note of desolation. The people were on their way to be shipped to Canada. I have often wandered since then over the solitary ground of Suishnish. Not a soul is to be seen there now, but the greener patches of field and the crumbling walls mark [a place] where an active and happy community once lived.”

„Es war eine bunt gemischte Ansammlung mindestens dreier Generationen von Kleinbauern. Da waren alte Männer und Frauen, zu schwach, um zu gehen, die in Karren gesetzt wurden, die jüngeren Mitglieder der Gemeinde zu Fuß trugen ihre Kleiderbündel und ihre Haushaltsgegenstände. Neben ihnen liefen Kinder mit ängstlichem Blick. […] Als sie sich wieder in Bewegung setzten, hallte ein Wehgeschrei zum Himmel empor, das lange wehklagende Jammern, wie das der Totenklage bei einer Beerdigung, und wurde weiterfortgeführt und als die letzten Vertriebenen hinter dem Hügel verschwanden, schien es, als würde das Echo im ganzen weiten Tal von Strath als Verzweiflungsschrei widerhallen. Die Menschen sollten nach Kanada verschifft werden! Ich bin seitdem oft über den verlassenen Boden Suishnishs gewandert. Nicht eine Seele ist dort noch zu sehen, außer den grüneren Stellen auf den Feldern und den eingestürzten Mauern, die auf einen [Ort] deuten, an dem einst eine lebendige und glückliche Gemeinschaft wohnte.“

## Denkmäler
Am 23. Juli 2007 enthüllte der schottische erste Minister Alex Salmond eine drei Meter hohe Bronzestatue mit dem Titel Exiles in Helmsdale, Sutherland, die an die Menschen erinnert, die von Landbesitzern aus der Gegend vertrieben wurden und ihre Heimat zwangsweise verlassen mussten, um ein neues Leben in Übersee zu beginnen. Die Statue, die eine Familie zeigt, die ihr Zuhause verlässt, steht an der Mündung des Strath of Kildonan und wurde gesponsert von Dennis Macleod, einem schottisch-kanadischen Bergbaumillionär, welcher der Zeremonie ebenfalls beiwohnte.
Eine identische Bronzestatue mit dem Titel Exiles steht am Ufer des Red River in Winnipeg, Manitoba, Kanada.